# Orlen Cup 2017
1. Halowy Mityng Lekkoatletyczny Orlen Cup – międzynarodowe zawody lekkoatletyczne, które odbyły się 16 lutego 2017 w Łodzi, w Atlas Arenie.
Mityng znalazł się w kalendarzu European Athletics Indoor Permit Meetings – cyklu najbardziej prestiżowych zawodów halowych w Europie, organizowanych pod egidą European Athletics.
Rozegranych zostało siedem konkurencji – bieg na 60 metrów kobiet i mężczyzn, bieg na 60 metrów przez płotki kobiet i mężczyzn, skok o wzwyż kobiet i skok o tyczce mężczyzn, a także pchnięcie kulą mężczyzn.

## Rezultaty

### Mężczyźni
| Konkurencja:                   | 1. miejsce        | Rezultat | 2. miejsce          | Rezultat | 3. miejsce             | Rezultat |
| Bieg na 60 metrów              | Yuniel Pérez      | 6,53     | Ryan Shields        | 6,56 PB  | Eric Cray              | 6,60     |
| Bieg na 60 metrów przez płotki | Balázs Baji       | 7,54 NR  | Petr Svoboda        | 7,57     | Damian Czykier         | 7,71     |
| Skok o tyczce                  | Piotr Lisek       | 5,87     | Paweł Wojciechowski | 5,78     | Konstandinos Filipidis | 5,65     |
| Pchnięcie kulą                 | Konrad Bukowiecki | 20,73    | Franck Elemba       | 20,27    | Michał Haratyk         | 20,08    |

### Kobiety
| Konkurencja:                   | 1. miejsce      | Rezultat | 2. miejsce         | Rezultat | 3. miejsce       | Rezultat |
| Bieg na 60 metrów              | Ewa Swoboda     | 7,20     | Jura Levy          | 7,22 PB  | Rosângela Santos | 7,28     |
| Bieg na 60 metrów przez płotki | Phylicia George | 7,93 PB  | Tiffani McReynolds | 8,00     | Sharona Bakker   | 8,03 =PB |
| Skok wzwyż                     | Kamila Lićwinko | 1,97     | Ana Šimić          | 1,91     | Inika McPherson  | 1,88     |

## Rekordy
Podczas mityngu ustanowiono 1 krajowy rekord w kategorii seniorów:
| Zawodnik    | Reprezentacja | Konkurencja                    | Rezultat |
| ----------- | ------------- | ------------------------------ | -------- |
| Balázs Baji | Węgry         | bieg na 60 metrów przez płotki | 7,54     |